# フェデリコ・マケダ
フェデリコ・"キコ"・マケダ（Federico "Kiko" Macheda, 1991年8月22日 - ）は、イタリア・ローマ出身のサッカー選手。APOELニコシア所属。ポジションはFW。

## 経歴
ローマで生まれ、地元のクラブであるSSラツィオでサッカー選手としてのキャリアを始めるが、イタリアでは18歳以下の選手とはプロ契約できないという規定があり、マケダはクラブと契約を結んでいるわけではなかった。16歳の誕生日を迎えると、彼はマンチェスター・ユナイテッドFCと練習生契約を結び、家族とともにイングランドへ渡り、2007年9月16日に正式加入した。また、クラブのアカデミーから3年間のスカラシップを受け始めた。イングランドでは16歳以上の選手とは契約を結べることになっている（FIFAは18歳以下の選手の保護と、地元クラブでの成長を望んでいる）。
ユナイテッドに加入後、まずはポール・マクギネス監督が指揮を執るU-18のユースチームでプレイを始め、デビュー戦となったバーンズリーFCとの試合でこの試合唯一のゴールを決め1-0の勝利へと貢献した。U-18での最初のシーズンは21試合で12ゴールを挙げ、チームのトップスコアラーとなった。また、オーレ・グンナー・スールシャール監督が指揮を執るリザーブチームでもプレイを始め、2008年2月26日に行われたリヴァプールFC戦に後半23分からジェラール・ピケに代わり出場し、デビューを飾った。また、決勝には出場しなかったものの、マンチェスターシニアカップのタイトルを獲得している。

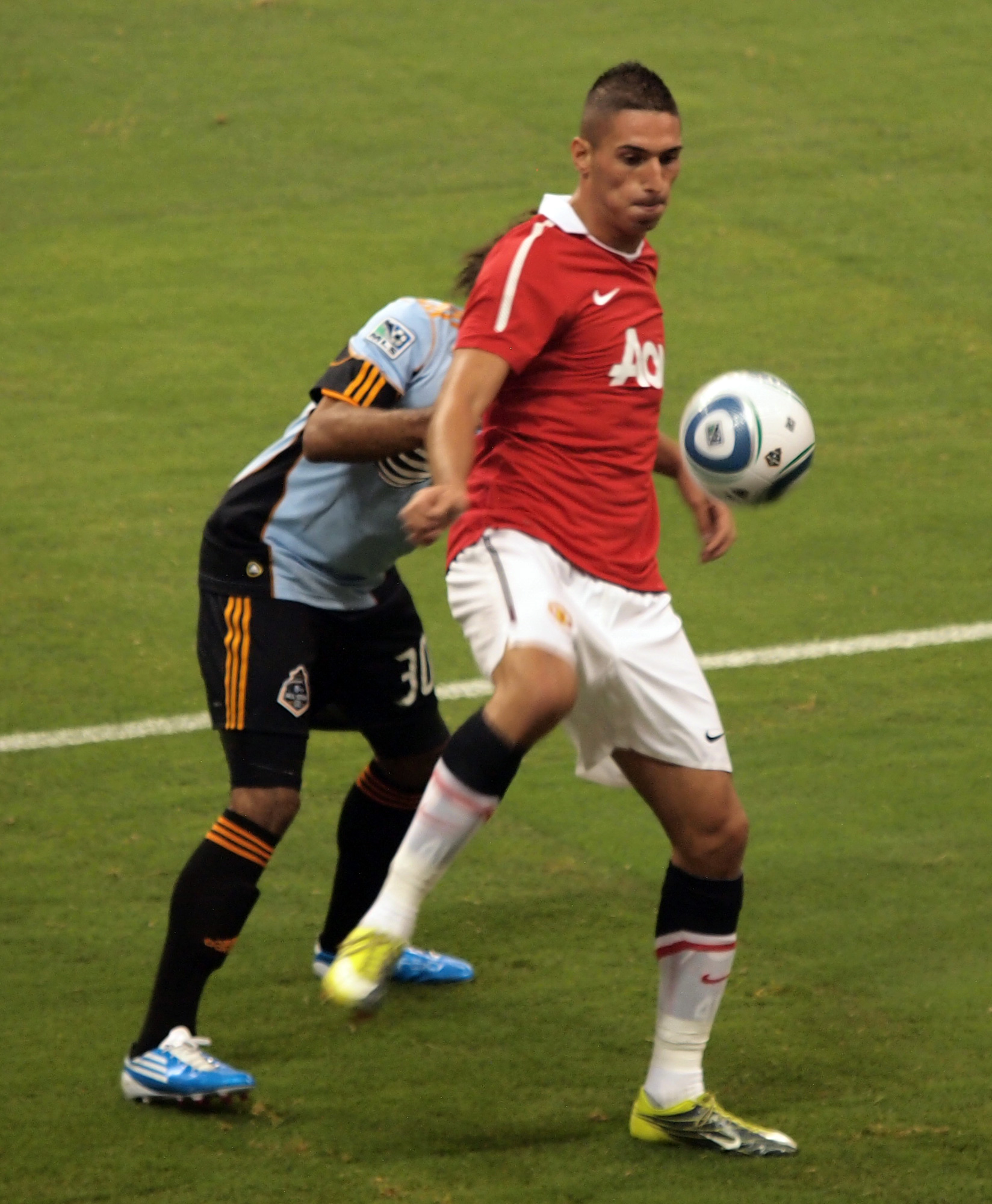
2010-11シーズンのプレシーズンマッチでのマケダ

クラブ加入後から約1年経った2008年8月22日の17歳の誕生日にプロ契約を結んだ。2008-09シーズンもU-18のユースチームでプレイを続ける一方、出番は少ないながらもリザーブチームの試合にも出場していた。シーズンの残りも少なくなってくる中、2009年3月30日に行われたニューカッスル・ユナイテッドFCとの試合でのハットトリックを含め、8試合で8ゴールを挙げる活躍をし、2009年4月5日に行われたアストン・ヴィラFC戦のメンバーに選ばれた。試合では1-2と負けている状況でナニに代わり出場、クリスティアーノ・ロナウドが同点ゴールを挙げ、続いてインジュリー・タイムにライアン・ギグスのパスを受けたマケダが決勝点となるゴールを決めた。得点後はスタンドに居た父親と抱き合いイエローカードを受けた。続くUEFAチャンピオンズリーグの試合でもベンチ入りし、出番こそなかったものの2試合続けてのメンバー入りを果たした。2009年4月11日に行われたサンダーランドAFCとの試合では、ディミタール・ベルバトフに代わり出場、マイケル・キャリックの放ったシュートに足を出しコースを変えてゴール、2試合連続で決勝点を挙げる活躍を見せた。
アレックス・ファーガソン監督は「フィジカルが強く、足もとのプレイも上手い。」と評し、今後の成長へ期待を寄せている。
2009年7月13日、自宅が強盗の被害にあった。。
2011年1月6日、イタリア・セリエAのUCサンプドリアへレンタル移籍。
2012年1月2日、プレミアリーグのクイーンズ・パーク・レンジャーズFCへレンタル移籍。
2013年1月24日、ブンデスリーガのVfBシュトゥットガルトへレンタル移籍。
2013年9月16日には、ドンカスター・ローヴァーズFCへ1か月の期限付き移籍が発表された。
2014年1月、バーミンガム・シティFCへのレンタル移籍が発表された。
2014年5月、カーディフ・シティFCへ完全移籍することが発表された。
2016年3月15日、ノッティンガム・フォレストFCへのレンタル移籍が発表された。
同年12月14日、セリエBのノヴァーラ・カルチョへ加入し母国に復帰した。
2018年9月3日、パナシナイコスFCと3年契約を結んだことが発表された。
2022年7月12日、MKEアンカラギュジュへ完全移籍。
2023年1月24日、アンカラギュジュでは公式戦13試合に出場するも1ゴールしか結果を残せず、APOELニコシアに半年間の期限付き移籍をすることが発表された。

## タイトル

### クラブ
マンチェスター・ユナイテッド
- フットボールリーグカップ : 2009-10

パナシナイコス
- キペロ・エラーダス : 2021-22

### 個人
- マンチェスター・Uリザーブ年間最優秀選手 : 2008-09
- MLSオールスターゲームMVP : 2010